# Mihăești (okręg Aluta)
Mihăești – wieś w Rumunii, w okręgu Aluta, w gminie Mihăești. W 2011 roku liczyła 905 mieszkańców.